# Août 1849

## Événements

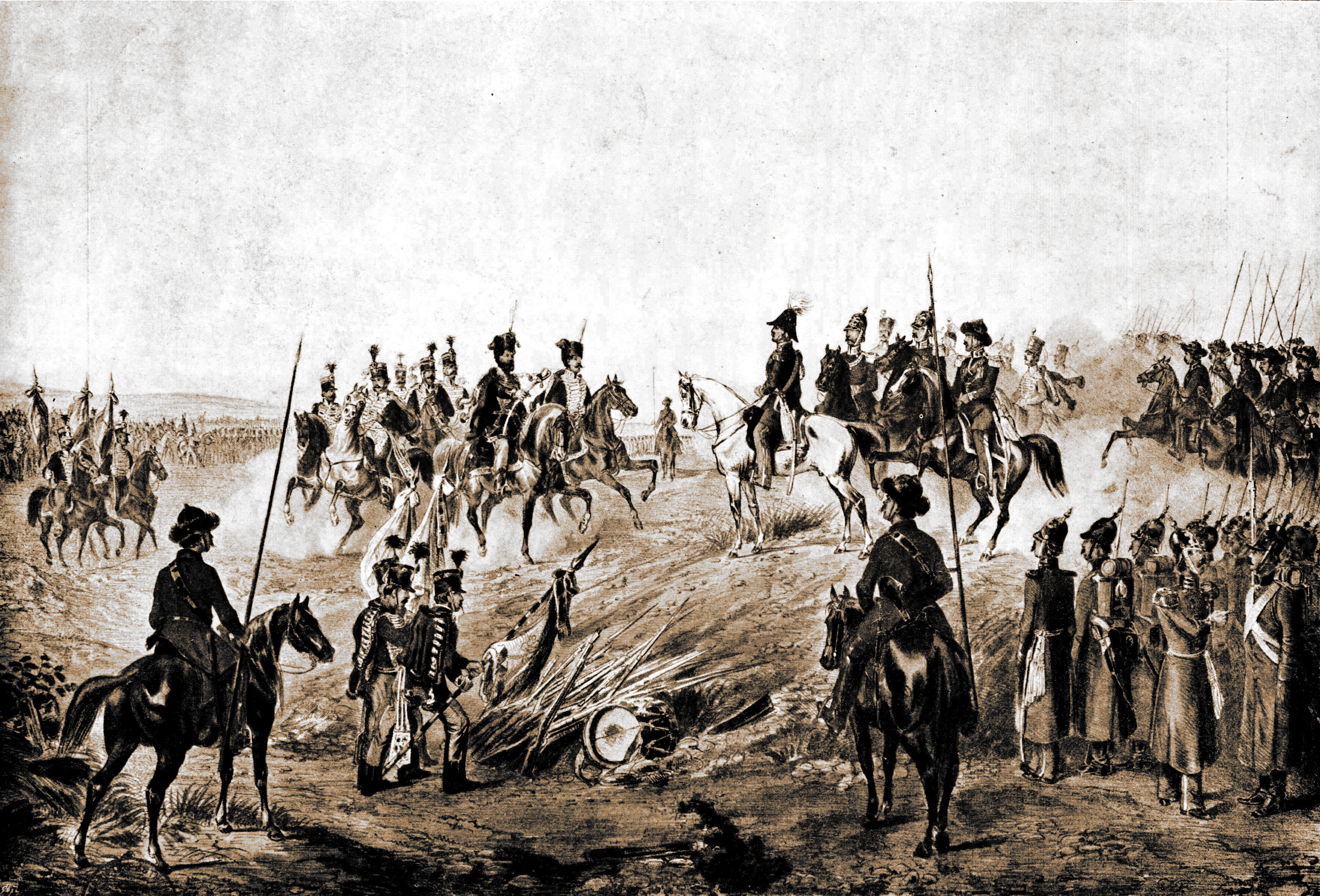
13 août : capitulation de Világos

- 1er août, France : inauguration de la section de ligne de Saumur à Angers par la Compagnie du chemin de fer de Tours à Nantes.
- 6 août :
  - France : à l'Assemblée, Alexis de Tocqueville répond à Frédéric Arnaud de l'Ariège, qui l'avait interpellé sur l'affaire de Rome. Il affirme la nécessité de la restauration du pouvoir temporel du pape mais défend le principe d'institutions libérales. Le même jour, le Piémont et l'Autriche signent la paix de Milan à laquelle a contribué la médiation franco-britannique.
  - Défaite hongroise à Szebenszék.
  - Le Piémont renonce à toute extension territoriale, à tout soutien du mouvement révolutionnaire italien et doit payer une forte indemnité de guerre. Il ne doit qu’à l’intervention française de ne pas être occupé par l’Autriche.
- 9 août :
  - France : une loi organique sur l'état de siège est adoptée.
  - Défaite hongroise à Temesvár.
- 10 août : Kossuth publie un décret annonçant l’arrêt officiel des hostilités entre Roumains et Magyars. Kossuth cède les pleins pouvoirs au général Artúr Görgey et se réfugie en Turquie, puis en Grande-Bretagne.
- 12 août, France : inauguration de la ligne de chemin de fer de Paris à Lyon.
- 12 août - 5 septembre : l'amiral français Legoarant de Tromelin échoue dans sa tentative de s'emparer d'Hawaii.
- 13 août : capitulation hongroise à Világos, alors entre les mains du général russe Paskievitch. Les Russes se retirent et une terrible répression menée par Haynau s’abat sur le pays (fin en 1852).
- 17 août, France : reprise de Marie Tudor de Hugo.
- 21 août : ouverture, à Paris, du Congrès international de la Paix. Élu président du Congrès international de la Paix, Victor Hugo prononce le discours d'ouverture.
- 22 août : les Autrichiens reprennent Venise, défendue par Manin et Pepe, ravagée par le choléra et les bombardements autrichiens.
- 24 août : 
  - Karl Marx quitte Paris pour Londres.
  - Victor Hugo prononce le  « Discours de clôture du Congrès de la Paix ».
- 24 août - 10 novembre, France : L'Abbaye de Typhaines de Gobineau paraît dans L'Union monarchique.
- 26 août : 
  - Faustin Soulouque, président de la république d'Haïti depuis 1847, est proclamé empereur sous le nom de Faustin Ier.
  - France : inauguration de la section de ligne de Meaux à Épernay par la Compagnie du chemin de fer de Paris à Strasbourg.
- 27 août, France : en son absence, Tocqueville est élu président du Conseil général de la Manche par 24 voix contre 20 à Havin. Arrivé le 30 août, il assiste à la séance du 31 mais il est rappelé à Paris par une dépêche télégraphique le 1er septembre.

## Naissances
- 1er août : George Mercer Dawson (mort en 1901), géologue canadien.
- 16 août : Johan Kjeldahl (mort en 1900), chimiste danois.
- 22 août : Léon Jean Benjamin de Lamothe (mort en 1936), géologue français.
- 27 août : Edmund Neison (mort en 1940), astronome anglais.

## Décès
- 2 août : Méhémet-Ali à Alexandrie.
- 12 août : Albert Gallatin, homme politique et diplomate des États-Unis.
- 23 août : Charles Aston Key, chirurgien anglais (° 6 octobre 1793).